# Coniopteryx frontalis
Coniopteryx frontalis är en insektsart som beskrevs av Meinander 1983. Coniopteryx frontalis ingår i släktet Coniopteryx och familjen vaxsländor. Inga underarter finns listade i Catalogue of Life.